# 點相 (第二輯)
點相 II 破局（英語：Your Face Your Fate II）是香港電視娛樂旗下ViuTV製作的一套玄學資訊節目，由陳柏寧（利君牙）、英健朗（小占）、柯翠婷（盤菜瑩子）、黃冠斌及命理專家皓云師傅主持，於2019年7月21日首播。
一如節目名稱之中的「破局」二字，本節目從玄學角度，針對不同的「困局」一一撀破。

## 每集內容
| 集數 | 播出日期 | 主題           | 藝人嘉賓 |
| ---- | -------- | -------------- | -------- |
| 1    | 7月21日  | 住屋困局       | 鄧健泓   |
| 2    | 8月4日   | 住屋困局       | 陳嘉倩   |
| 3    | 8月11日  | 夜場困局       | 張建聲   |
| 4    | 8月18日  | 旅遊困局       | 陳嘉桓   |
| 5    | 8月25日  | 感情困局       | 鄧月平   |
| 6    | 9月1日   | 銷售局中局     | 司徒瑞祈 |
| 7    | 9月8日   | 外傭困局       | 許芷熒   |
| 8    | 9月15日  | 犯罪困局       | 李天翔   |
| 9    | 9月22日  | 主婦家居困局   | 譚小環   |
| 10   | 9月29日  | 賭局           | 邵仲衡   |
| 11   | 10月6日  | 大學生就業困局 | 王嘉偉   |
| 12   | 10月13日 | 交通困局       | 王宗堯   |
| 13   | 10月20日 | 終局           | 盧覓雪   |

## 節目調動
- 2019年7月21日：由於有臨時新聞直播，節目於22:20被迫腰斬；及於01:05-01:15播放該集餘下內容。
- 2019年7月28日：由於有臨時新聞直播，是日暫停播映。

## 外部連結
- ViuTV：點相 II 破局 （页面存档备份，存于）